# Lucus Angitiae
Lucus Angitiae, conosciuto anche più semplicemente come Angizia dal nome dell'omonima dea, è un sito archeologico situato nei pressi della sponda sud occidentale della conca del Fucino, nel contemporaneo comune di Luco dei Marsi (AQ), in Abruzzo.

## Storia
(Virgilio, Eneide)

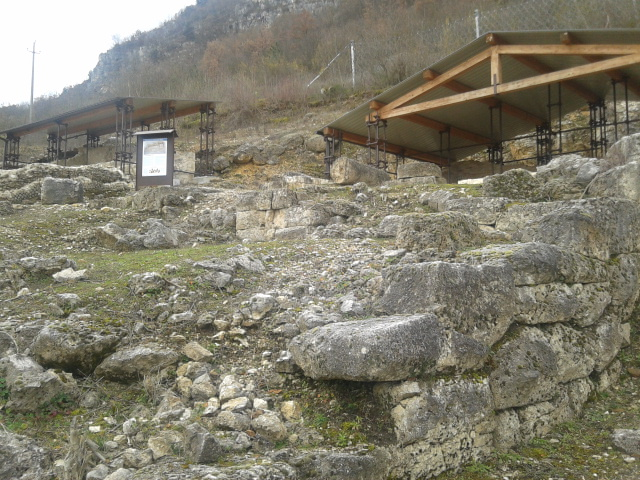
Tempio di epoca italica costituito di due celle

Il nome originario del sito sarebbe legato al termine lux (luce), da cui è derivato lucus, ovvero la radura nel bosco. Il luogo sacro era dedicato alla figura della dea Angizia, venerata dai Marsi che abitavano le sponde del lago Fucino. 
L'area sacra, risalente al III secolo a.C., è nota anche come Anxa, nome latino derivato da quello marso di Anctia (nome indigeno della dea Angizia), che dava il nome anche alla tribù marsa degli Anxantini, il cui principale centro abitativo rimane sconosciuto (sebbene Plinio il Vecchio informi fosse collocata prima di Antinum).
L'area ha svolto le funzioni di municipio fino all'alto medioevo.
Secondo la leggenda gli abitanti erano abili preparatori di antidoti contro i veleni di serpenti e conoscitori delle erbe dei monti circostanti, a cominciare da Umbrone, che fu ucciso da Enea nella guerra fra italici e troiani, come è narrato nell'Eneide.
Attestazioni di carattere archeologico hanno permesso di far risalire all'età del bronzo le prime frequentazioni del sito. Fu invece durante l'età del ferro che l'area fortificata si sviluppò su oltre 14 ettari recintati con opere poligonali che presentavano due porte d'accesso all'area. Il centro fortificato del sovrastante monte Penna venne inglobato dalla sottostante città-santuario durante il periodo delle guerre sannitiche attraverso opere murarie che coprirono un'area di circa 30 ettari e che furono dotate di cinque porte.
Il sito è caratterizzato dalla presenza del tempio di epoca italica situato in località Il Tesoro e di quello di epoca augustea. Sono visibili il muro di terrazzamento dell'area sacra di Angizia e le tracce dell'ampia recinzione muraria dell'età del ferro, i ruderi delle tre porte di accesso ai templi, le tracce del foro e del quartiere artigiano. La città santuario è sovrastata dall'acropoli di monte Penna. Più vicina al contemporaneo abitato di Luco dei Marsi si trova la chiesa di Santa Maria delle Grazie con i ruderi dell'annesso monastero. Il sito fu dichiarato dal 1902 come monumento nazionale degno di essere conservato.

## Gli scavi

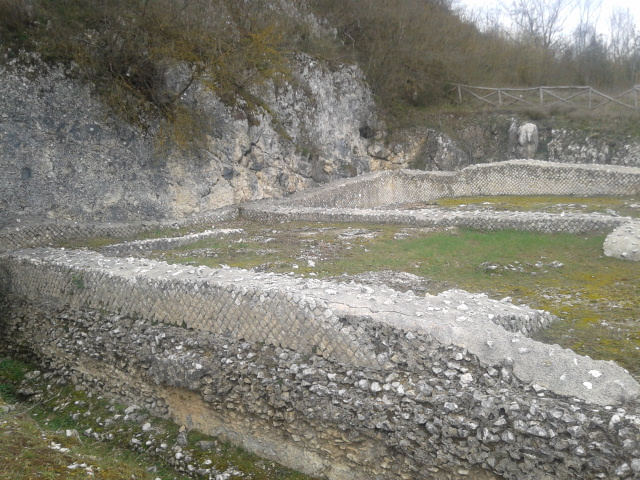
Tempio di epoca augustea

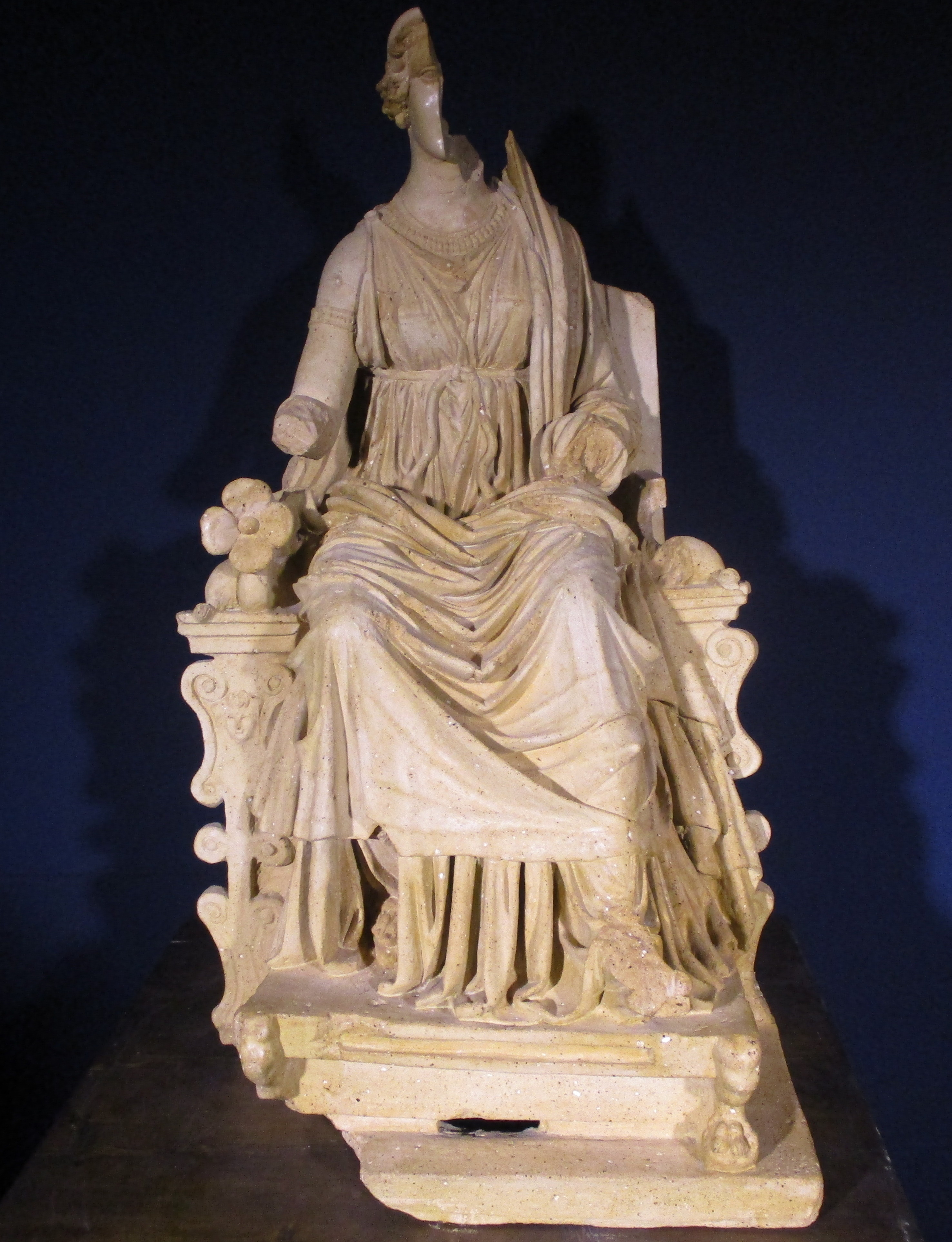
Supposta statua della dea Angizia

I reperti sono venuti alla luce casualmente e tramite lavori pubblici. Si tratta di statue, sculture a bassorilievo, monete, bronzetti, ex voto, frammenti architettonici, teste ecc. in parte esposti nella sezione archeologia del museo d'arte sacra della Marsica e in parte conservati presso il museo Paludi a Celano.
Scavi condotti a partire dai primi anni settanta dalla Soprintendenza archeologica regionale di concerto con l'Archeoclub della Marsica e dal 1998 in poi hanno portato alla luce i due templi, quello italico composto di due celle e quello di epoca romana che presenta tre ambienti. Sono state inoltre scoperte colonne doriche, fornaci e sepolture. Nel 2003 opere di ricerca condotte unitamente all'Università degli Studi dell'Aquila hanno permesso di svelare altri importanti reperti, in particolare nell'area denominata Sagrestia sono tornate alla luce le tre statue: quella, che secondo alcuni studiosi sarebbe ricollegabile alla figura della dea Angizia, è in terracotta e risale al III secolo a.C.; le altre due statue in marmo sono invece databili al II secolo a.C.
Dal 2014, dopo i lavori di messa in sicurezza del santuario, il sito è visitabile.
L'area è stata sottoposta a tutela ambientale e paesaggistica nel 1998 tramite l'istituzione del parco naturale San Leonardo.